# Dernove, Trosteaneț
Dernove (în ucraineană Дернове) este localitatea de reședință a comunei Dernove din raionul Trosteaneț, regiunea Sumî, Ucraina.

## Demografie
Componența lingvistică a localității Dernove
     Rusă (87,11%)
     Ucraineană (12,7%)
Conform recensământului din 2001, majoritatea populației localității Dernove era vorbitoare de rusă (87,11%), existând în minoritate și vorbitori de ucraineană (12,7%).